# Papilio troilus
Papilio troilus ist ein Schmetterling aus der Familie der Ritterfalter (Papilionidae).

## Merkmale
Die Falter erreichen eine Flügelspannweite von 75 bis 100 Millimetern. Die Oberseite ihrer Vorderflügel ist überwiegend schwarz gefärbt und trägt hell-gelbliche Flecken entlang des Außenrandes. Die Hinterflügel haben bei den Weibchen einen bläulichen, bei den Männchen einen blaugrünen Schimmer. Sie haben auf der Oberseite entlang des Außenrandes eine Reihe von hellgelblichen bis hellblauen Halbmondflecken. Am Vorderrand befindet sich ein roter Fleck, ein weiterer kann sich im Innenwinkel befinden. Die Unterseite der Vorderflügel ist ähnlich gefärbt wie deren Oberseite, besitzt aber nahe der Mitte eine weitere Reihe hellgelblicher Flecken. Die Hinterflügel haben in der hinteren Hälfte zwei Reihen von rotorangen Flecken, eine quer über die Flügelhälfte, eine entlang des Außenrandes. Die Flecken sind teilweise hellgelb gerandet. Zwischen den Fleckreihen schimmern die Flügel bläulich.

## Vorkommen

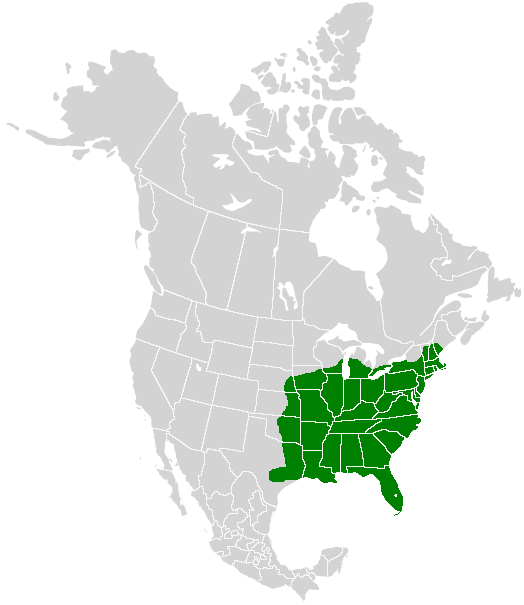
Verbreitungsgebiet von Papilio troilus

Die Tiere kommen im Osten Nordamerikas vom Süden Kanadas bis nach Florida vor. Westlich erstreckt sich ihr Verbreitungsgebiet bis nach Oklahoma und Zentraltexas. Gelegentlich kann man sie auch in North Dakota, Colorado und auf Kuba beobachten. Sie leben in Laubwäldern, auf Feldern und Wiesen, in bewaldeten Sümpfen, aber auch in Parks und Gärten. Sie sind nicht gefährdet.

## Lebensweise
Die Imagines saugen Nektar an Lonicera japonica, Springkräutern (Impatiens), Disteln, Seidenpflanzen (Asclepias), Azaleen, Apocynum, Wandelröschen (Lantana), Mimosen (Mimosa) und Clethra alnifolia. Die Männchen fliegen auf der Suche nach Weibchen umher. Diese legen ihre Eier einzeln auf der Unterseite der Blätter der Raupennahrungspflanzen ab. Die nachtaktiven Raupen leben versteckt in einem durch Seide zusammengerollten Blatt.

### Flugzeiten
Die Tiere fliegen im Süden in mehreren Generationen pro Jahr von März bis Dezember, im Norden in zwei Generationen von April bis Oktober.

### Nahrung der Raupen

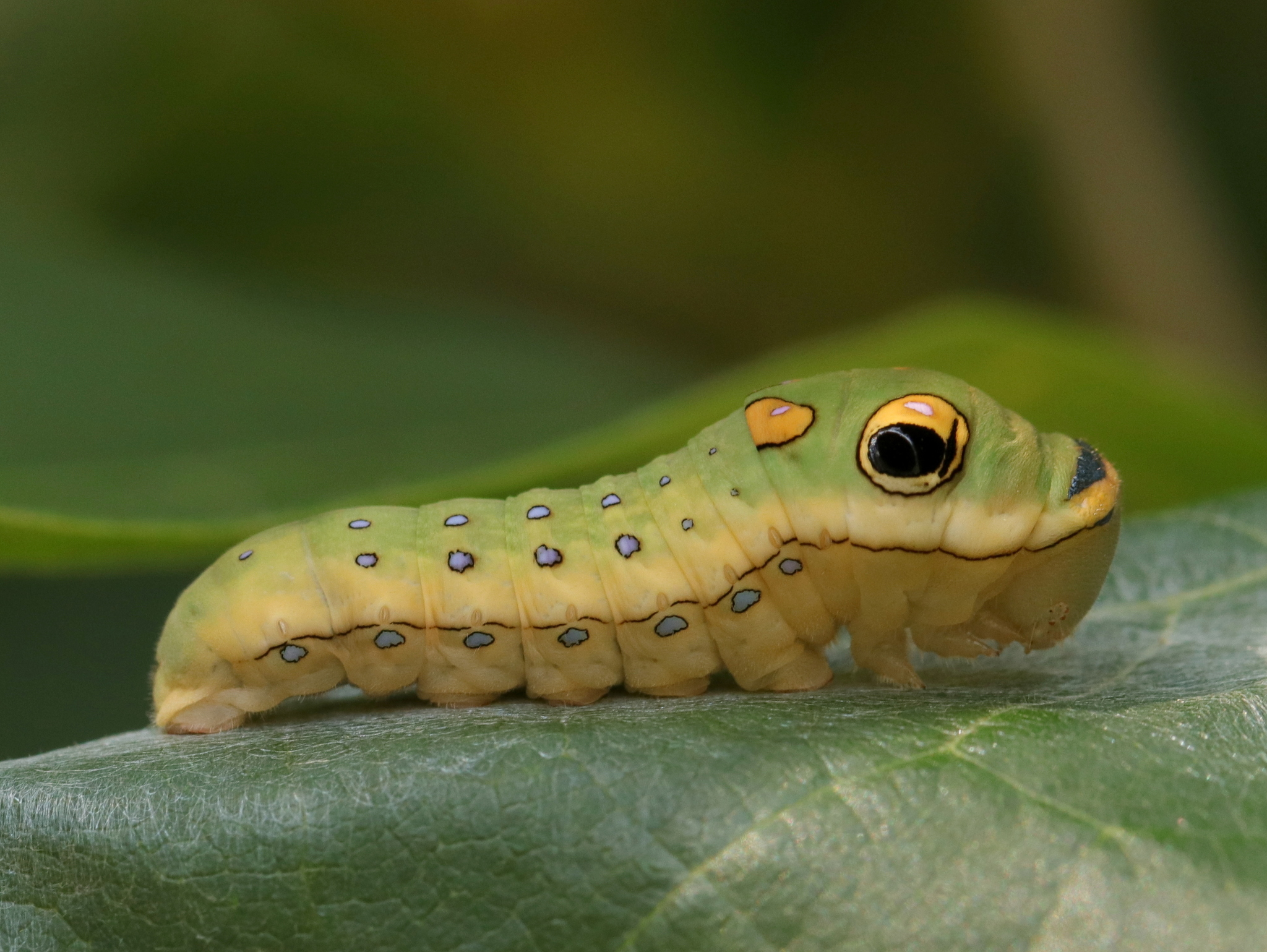
Raupe von Papilio troilus

Die Raupen ernähren sich vorwiegend von Lindera benzoin und von Sassafrasbaum (Sassafras albidum). Gelegentlich findet man sie auch an Zanthoxylum americanum und Tulpenbaum (Liriodendron tulipifera), Sumpf-Magnolie (Magnolia virginiana), Campherbaum (Cinnamomum camphora) und Persea borbonia.